# Aleix García
Aleix García Serrano (pronunție catalană: [əˈleʒ ɣəɾˈsi.ə]; spaniolă: [aˈleʃ ɣaɾˈθi.a]; n. 28 iunie 1997, Ulldecona⁠(d), Catalonia, Spania) este un fotbalist spaniol, care joacă pe post de mijlocaș lateral la Leverkusen în Bundesliga. Pe plan internațional, are prezențe la națională pentru Spania U-16⁠(d), Spania U17⁠(d), Spania U-18⁠(d) și Spania U-19⁠(d).

## Cariera la cluburile de fotbal

### Villarreal
Născut la Ulldecona, Tarragona, Catalonia, García s-a alăturat echipei de tineret a lui Villarreal în 2005, la vârsta de opt ani, după ce a început la CF Ulldecona.  Și-a făcut debutul la seniori cu rezervele în Segunda División B pe 26 aprilie 2014 la doar 16 ani, intrând după banca de rezerve într-o victorie cu 1-0 în deplasare împotriva lui CF Badalona. 
García a jucat pentru echipa C în sezonul 2014-15, apărând și pentru echipa B în aceeași campanie. A debutat cu prima echipă – și în La Liga – pe 23 mai 2015, înlocuindu-l pe Antonio Rukavina într-o înfrângere cu 4-0 cu Athletic Bilbao. 

### Manchester City
Pe 27 august 2015, García s-a alăturat lui Manchester City în Premier League.  El a fost selectat de managerul de atunci a lui City, Manuel Pellegrini, împotriva lui Chelsea pe 21 februarie 2016, în runda a cincea a Cupei FA. 
García a făcut prima sa apariție în Premier League pe 17 septembrie 2016, ca înlocuitor în minutul 75 într-o victorie cu 4-0 pe teren propriu împotriva lui Bournemouth.  Pe 21 septembrie, a fost titular într-un meci din Cupa EFL împotriva lui Swansea City, marcând primul său gol pentru club într-o victorie cu 2-1 în deplasare.  A început ca titular o lună mai târziu, pe 26 octombrie, într-un alt meci de Cupa EFL, o înfrângere cu 1-0 în fața lui Manchester United. 

#### Girona (împrumut)
La 1 august 2017, García a fost împrumutat la nou-promovatul club din La Liga,Girona FC, până la sfârșitul sezonului.  A fost împrumutat din nou pentru sezonul 2018-19. 

#### Royal Excel Mouscron (împrumut)
García a fost împrumutat echipei belgiene Royal Excel Mouscron pentru sezonul 2019-20. 

### Dinamo București și Eibar
Pe 8 octombrie 2020, a semnat un contract cu clubul românesc Dinamo București, până la finalul sezonului.  Pe 18 ianuarie 2021, după ce a jucat cu moderație, s-a întors în Spania, după ce a semnat cu Eibar liber de contract. 

### Întoarcere la Girona
Pe 23 iulie 2021, García s-a întors la Girona și a semnat un contract de doi ani, clubul aflat atunci în Segunda División.  Și-a făcut re-debutul pentru club pe 14 august,în prima etapă a sezonului 2021-22, începând cu o victorie cu 2-0 împotriva Amorebietei.  Pe 2 decembrie 2021, García a marcat primul său gol pentru club de la întoarcere, încheind scorul într-o victorie cu 5-1 în deplasare în Copa del Rey împotriva lui Calvo Sotelo Puertollano din divizia a patra.  A făcut 45 de apariții în total pentru club în primul său sezon, ajutând echipa să ajungă în play-off pentru promovarea în La Liga. 
Pe 26 februarie 2023, García a deschis scorul într-o victorie istorică cu 3-2 în La Liga împotriva lui Athletic Bilbao, prima victorie în deplasare a lui Girona împotriva lui Bilbao pe San Mamés.